# Sibylle Mertens-Schaaffhausen
Sibylle Mertens-Schaaffhausen (Eleitorado de Colônia, 29 de janeiro de 1797 — Roma, 22 de outubro de 1857) foi uma colecionadora, musicista e escritora alemã.